# Malik Tillman
Malik Tillman (Núremberg, Alemania, 28 de mayo de 2002) es un futbolista estadounidense que juega en la demarcación de delantero para el Bayer 04 Leverkusen de la 1. Bundesliga.

## Trayectoria
Nacido en Núremberg, formó parte de la cantera del SpVgg Greuther Fürth antes de fichar por el Bayern de Múnich junto a su hermano Timothy Tillman en 2015. Rápidamente fue ascendido al equipo sub-19 después de realizar buenas actuaciones con la sub-17.
Debutó como profesional el 9 de junio de 2020, cuando entró como suplente en el Bayern de Múnich II, el equipo de reserva del club, contra el FSV Zwickau. Fue titular y jugó 57 minutos en la victoria del Bayern de Múnich II por 2-0.
Fue promovido al equipo mayor del Bayern de Múnich durante la primera ronda de la Copa de Alemania 2021-22 contra el Bremer SV el 25 de agosto de 2021. Entró como suplente al comienzo de la segunda parte y marcó un gol en la victoria por 12-0. Debutó en la Liga de Campeones el 8 de diciembre de 2021, entrando como suplente al final de la segunda parte contra el F. C. Barcelona.
El 15 de julio de 2022 fue cedido una temporada al Rangers F. C. escocés. La siguiente también fue prestado, esta vez al PSV Eindhoven que se guardaba una opción de compra. Esta se hizo efectiva y continuó en el club hasta julio de 2025, cuando regresó a Alemania tras fichar por el Bayer 04 Leverkusen.

## Selección nacional
Puede representar tanto a Alemania, su nación natal, como a Estados Unidos, a través de su padre. Ha representado a Estados Unidos en la categoría sub-15 y a Alemania hasta la categoría sub-21.
En categoría absoluta se decantó por Estados Unidos, haciendo su debut el 1 de junio de 2022 en un amistoso ante Marruecos que ganaron por tres a cero.

## Vida personal
Tiene doble nacionalidad estadounidense y alemana, ya que su padre es estadounidense y su madre alemana. Tiene un hermano mayor, Timothy Tillman, que juega profesionalmente en el SpVgg Greuther Fürth.

## Estadísticas

### Clubes
Actualizado al último partido disputado el 5 de noviembre de 2024.
| Club                           | Div.          | Temporada     | Liga  | Liga  | Liga   | Copas nacionales | Copas nacionales | Copas nacionales | Copas internacionales | Copas internacionales | Copas internacionales | Total | Total | Total  |
| Club                           | Div.          | Temporada     | Part. | Goles | Asist. | Part.            | Goles            | Asist.           | Part.                 | Goles                 | Asist.                | Part. | Goles | Asist. |
| ------------------------------ | ------------- | ------------- | ----- | ----- | ------ | ---------------- | ---------------- | ---------------- | --------------------- | --------------------- | --------------------- | ----- | ----- | ------ |
| Bayern de Múnich II · Alemania | 3.ª           | 2019-20       | 8     | 5     | 0      | ―                | ―                | ―                | ―                     | ―                     | ―                     | 8     | 5     | 0      |
| Bayern de Múnich II · Alemania | 3.ª           | 2020-21       | 2     | 0     | 0      | ―                | ―                | ―                | ―                     | ―                     | ―                     | 2     | 0     | 0      |
| Bayern de Múnich II · Alemania | 4.ª           | 2021-22       | 15    | 4     | 4      | ―                | ―                | ―                | ―                     | ―                     | ―                     | 15    | 4     | 4      |
| Bayern de Múnich II · Alemania | Total club    | Total club    | 25    | 9     | 4      | 0                | 0                | 0                | 0                     | 0                     | 0                     | 25    | 9     | 4      |
| Bayern de Múnich · Alemania    | 1.ª           | 2021-22       | 4     | 0     | 0      | 1                | 1                | 0                | 2                     | 0                     | 0                     | 7     | 1     | 0      |
| Bayern de Múnich · Alemania    | Total club    | Total club    | 4     | 0     | 0      | 1                | 1                | 0                | 2                     | 0                     | 0                     | 7     | 1     | 0      |
| Rangers F. C. Escocia          | 1.ª           | 2022-23       | 28    | 10    | 4      | 6                | 1                | 0                | 9                     | 1                     | 1                     | 43    | 12    | 5      |
| Rangers F. C. Escocia          | Total club    | Total club    | 28    | 10    | 4      | 6                | 1                | 0                | 9                     | 1                     | 1                     | 43    | 12    | 5      |
| Jong PSV · Países Bajos        | 2.ª           | 2023-24       | 1     | 0     | 0      | —                | —                | —                | —                     | —                     | —                     | 1     | 0     | 0      |
| Jong PSV · Países Bajos        | Total club    | Total club    | 1     | 0     | 0      | 0                | 0                | 0                | 0                     | 0                     | 0                     | 1     | 0     | 0      |
| PSV Eindhoven · Países Bajos   | 1.ª           | 2023-24       | 28    | 9     | 10     | 2                | 0                | 1                | 9                     | 0                     | 1                     | 39    | 9     | 12     |
| PSV Eindhoven · Países Bajos   | 1.ª           | 2024-25       | 11    | 5     | 1      | 1                | 0                | 1                | 4                     | 1                     | 2                     | 16    | 6     | 4      |
| PSV Eindhoven · Países Bajos   | Total club    | Total club    | 39    | 14    | 11     | 3                | 0                | 2                | 13                    | 1                     | 3                     | 55    | 15    | 16     |
| Total carrera                  | Total carrera | Total carrera | 97    | 33    | 19     | 10               | 2                | 2                | 24                    | 2                     | 4                     | 131   | 37    | 25     |

## Palmarés

### Títulos nacionales
| Título        | Club             | País         | Año  |
| ------------- | ---------------- | ------------ | ---- |
| 1. Bundesliga | Bayern de Múnich | Alemania     | 2022 |
| Eredivisie    | PSV Eindhoven    | Países Bajos | 2024 |
| Eredivisie    | PSV Eindhoven    | Países Bajos | 2025 |

### Títulos internacionales
| Título                          | Equipo         | Sede           | Año  |
| ------------------------------- | -------------- | -------------- | ---- |
| Liga de Naciones de la Concacaf | Estados Unidos | Estados Unidos | 2024 |